# Хансен, Йёрген (боксёр)
Йёрген Хансен (дат. Jørgen Hansen; 27 марта 1943, Орхус — 15 марта 2018) — датский боксёр, представитель полусредних весовых категорий. Выступал за сборную Дании по боксу в конце 1960-х годов, двукратный чемпион датского национального первенства, победитель и призёр турниров международного значения, участник летних Олимпийских игр в Мехико. В период 1969—1982 годов боксировал на профессиональном уровне, многократный чемпион Европейского боксёрского союза (EBU), претендент на титул чемпиона мира по версии Всемирного боксёрского совета (WBC).

## Биография
Йёрген Хансен родился 27 марта 1943 года в городе Орхус, Дания. Проходил подготовку в Ольборге в местном боксёрском клубе «Линдхольм».

### Любительская карьера
Впервые заявил о себе в боксе в сезоне 1967 года, когда одержал победу на чемпионате Дании в зачёте полусредней весовой категории. Попав в основной состав датской национальной сборной, впоследствии выиграл серебряную медаль на чемпионате Скандинавии в Стокгольме, принял участие в матчевых встречах со сборными Англии и Югославии, выступил на чемпионате Европы в Риме, где на стадии четвертьфиналов был остановлен немцем Манфредом Вольке.
В 1968 году Хансен вновь был лучшим в зачёте датского национального первенства, стал серебряным призёром международного турнира в Нидерландах. Благодаря череде удачных выступлений удостоился права защищать честь страны на летних Олимпийских играх в Мехико, однако уже в стартовом поединке категории до 67 кг техническим нокаутом в третьем раунде потерпел поражение от представителя Румынии Виктора Зильбермана и сразу же выбыл из борьбы за медали.
После Олимпиады Хансен ещё в течение некоторого времени оставался в составе боксёрской команды Дании и продолжал принимать участие в крупных международных турнирах. Так, в 1969 году он победил на чемпионате Скандинавии в Осло, в рамках матчевой встречи со сборной Румынии вновь встретился с Виктором Зильберманом и на сей раз уступил ему по очкам.

### Профессиональная карьера
Начиная с 1969 года Йёрген Хансен достаточно успешно боксировал на профессиональном уровне, выиграв у многих сильных боксёров в Европе. В 1973 году удостоился права оспорить титул чемпиона мира в первой полусредней весовой категории по версии Всемирного боксёрского совета (WBC), но был нокаутирован в пятом раунде действующим чемпионом из Италии Бруно Аркари (58-2).
Впоследствии Хансен становился чемпионом Скандинавии среди профессионалов, достаточно долго владел титулом чемпиона Европейского боксёрского союза (EBU) в полусреднем весе. С марта 1979 года по август 1981 года входил в пятёрку рейтинга лучших боксёров-полусредневесов мира по версии журнала «Ринг».
Последний раз выступал на профессиональном уровне в декабре 1982 года, выиграв единогласным решением судей у испанца Перико Фернандеса (74-15-13). В общей сложности провёл на профи-ринге 92 боя, из них 78 выиграл (в том числе 35 досрочно) и 14 проиграл.

### Дальнейшая жизнь
Завершив спортивную карьеру, Хансен работал в винном ресторане в Копенгагене, затем вместе со своей женой Ханной постоянно проживал в Ольборге. В 2004 году ему диагностировали болезнь Альцгеймера, но в 2010 году диагноз изменили на так называемую «боксёрскую деменцию». У бывшего боксёра возникли серьёзные проблемы с памятью, ему пришлось перейти на медикаментозное лечение, хотя он всё ещё мог давать интервью журналистам. В 2012 году совместно с одним датским журналистом выпустил книгу-автобиографию Gamle Hansen («Старый Хансен»). Отмечалось, что он помнил большинство своих боёв, но забывал то, что происходило несколько мгновений назад.
В 2017 году в Дании был снят художественный фильм «Лучший побеждает», основанный на позднем этапе карьеры Йёргена Хансена.
Хансен умер 15 марта 2018 года в возрасте 74 лет.